# Potato Dreams of America
Potato Dreams of America és una pel·lícula de comèdia dramàtica autobiogràfica estatunidenca del 2021 sobre el pas a l'edat adulta escrita i dirigida per Wes Hurley. S'ha subtitulat al català.
La pel·lícula es va estrenar a South by Southwest el 2021, on va ser nominada al Gran Premi del Jurat, i posteriorment va tenir la seva estrena europea al Festival de Cinema Americà de Deauville, on va ser nominada al Gran Premi Especial juntament amb Red Rocket i Pig, de Sean Baker. La pel·lícula va guanyar diversos premis del públic i del jurat en festivals d'arreu del món, incloent-hi el de millor guió a l'Outfest i el de millor interpretació secundària per a Lea DeLaria al Festival de Cinema de Tallgrass.